# Manuel De Luca
Manuel De Luca (Bolzano, 17 luglio 1998) è un calciatore italiano, attaccante della Cremonese.

## Caratteristiche tecniche
Centravanti molto fisico, forte nel gioco aereo e in possesso di un buon tiro, è abile nella protezione di palla.

## Carriera

### Club
Cresciuto nel settore giovanile del Südtirol, nel 2013 passa in prestito all'Inter, si trasferisce quindi al Torino, che lo acquista per 170.000 euro.
Il 3 gennaio 2018 esordisce con la prima squadra del club granata, nel derby di Coppa Italia perso per 2-0 contro la Juventus; il 16 gennaio viene ceduto a titolo temporaneo al Renate, con cui il 3 febbraio segna la prima rete tra i professionisti, nella sconfitta subita per 2-1 contro la Reggiana.
Il 27 luglio seguente si trasferisce, sempre in prestito, all'Alessandria; con i grigi segna 12 reti complessive, disputando un'ottima stagione a livello individuale. Il 17 luglio 2019 passa alla Virtus Entella.
Dopo aver svolto la preparazione estiva con Torino, il 22 settembre 2020 passa a titolo definitivo al Chievo in Serie B nell'affare che porta Ibrahim Karamoko ai granata. Esordisce alla prima di campionato contro il Pescara e segna il primo gol contro la Virtus Entella il 15 gennaio 2021. Tra gennaio e febbraio va in goal con discreta continuità, terminando la sua annata con 7 reti, di cui una in Coppa Italia.
Rimasto svincolato a seguito del fallimento del Chievo, il 12 agosto 2021 De Luca firma un contratto quadriennale con la Sampdoria; tuttavia, appena due settimane dopo, viene ceduto in prestito al Perugia. Il 22 settembre seguente, esordisce con il grifo in occasione del successo per 0-3 in casa della Cremonese. Quattro giorni dopo, segna anche il suo primo gol, quello del provvisorio vantaggio sull'Alessandria, partita poi conclusa sull'1-1.
A fine prestito fa ritorno alla Samp, con cui esordisce in massima serie il 13 agosto 2022 nella sconfitta per 0-2 contro l'Atalanta.
Il 16 dicembre 2023 segna la sua prima rete in maglia blucerchiata nella vittoria in trasferta per 1-2 contro la Reggiana. Il 1º aprile 2024 segna la sua prima tripletta in blucerchiato, nella gara vinta 4-1 contro la Ternana.
Il 19 luglio 2024, De Luca passa a titolo definitivo alla Cremonese, in Serie B, con cui firma un contratto quadriennale.
Esordisce con i grigiorossi segnando nella sfida di Coppa Italia contro il Bari, il 10 agosto successivo. Il 30 novembre segna il suo primo gol nel successo per 4-0 in casa del Südtirol. Segna otto reti in campionato, ed il 1°giugno 2025, nella finale di ritorno dei playoff in casa dello Spezia, firma una doppietta nel successo per 3-2 che sancisce il ritorno in serie A dei grigiorossi dopo due stagioni. 

### Nazionale
Nel settembre 2013 ha esordito nella nazionale Under-16, dove ha raccolto quattro presenze, senza essere mai andato a segno.

## Statistiche

### Presenze e reti nei club
Statistiche aggiornate al 1º giugno 2025.
| Stagione         | Squadra          | Campionato       | Campionato | Campionato | Coppe nazionali | Coppe nazionali | Coppe nazionali | Coppe continentali | Coppe continentali | Coppe continentali | Altre coppe | Altre coppe | Altre coppe | Totale | Totale |
| Stagione         | Squadra          | Comp             | Pres       | Reti       | Comp            | Pres            | Reti            | Comp               | Pres               | Reti               | Comp        | Pres        | Reti        | Pres   | Reti   |
| ---------------- | ---------------- | ---------------- | ---------- | ---------- | --------------- | --------------- | --------------- | ------------------ | ------------------ | ------------------ | ----------- | ----------- | ----------- | ------ | ------ |
| 2017-gen. 2018   | Torino           | A                | 0          | 0          | CI              | 1               | 0               | -                  | -                  | -                  | -           | -           | -           | 1      | 0      |
| gen.-giu. 2018   | Renate           | C                | 13+1       | 3+0        | CI-C            | 1               | 0               | -                  | -                  | -                  | -           | -           | -           | 15     | 3      |
| 2018-2019        | Alessandria      | C                | 34+1       | 10+1       | CI+CI-C         | 1+2             | 0+1             | -                  | -                  | -                  | -           | -           | -           | 38     | 12     |
| 2019-2020        | Virtus Entella   | B                | 19         | 3          | CI              | 0               | 0               | -                  | -                  | -                  | -           | -           | -           | 19     | 3      |
| 2020-2021        | Chievo           | B                | 32         | 6          | CI              | 1               | 1               | -                  | -                  | -                  | -           | -           | -           | 33     | 7      |
| 2021-2022        | Perugia          | B                | 33+1       | 10+0       | CI              | -               | -               | -                  | -                  | -                  | -           | -           | -           | 34     | 10     |
| 2022-2023        | Sampdoria        | A                | 2          | 0          | CI              | 1               | 0               | -                  | -                  | -                  | -           | -           | -           | 3      | 0      |
| 2023-2024        | Sampdoria        | B                | 32+1       | 10+0       | CI              | 2               | 0               | -                  | -                  | -                  | -           | -           | -           | 35     | 10     |
| Totale Sampdoria | Totale Sampdoria | Totale Sampdoria | 34+1       | 10         |                 | 3               | 0               |                    | -                  | -                  |             | -           | -           | 38     | 10     |
| 2024-2025        | Cremonese        | B                | 34+3       | 8+2        | CI              | 2               | 1               | -                  | -                  | -                  | -           | -           | -           | 39     | 11     |
| Totale carriera  | Totale carriera  | Totale carriera  | 199+7      | 50+3       |                 | 11              | 3               |                    | -                  | -                  |             | -           | -           | 217    | 56     |

## Palmarès

### Competizioni giovanili
- Campionato Allievi Nazionali: 1

Inter: 2013-2014
- Coppa Italia Primavera: 1

Torino: 2017-2018
- Supercoppa Primavera: 1

Torino: 2018